# Uddjotakara Bharadwadźa
Uddjotakara (znany także jako Uddjotakara Bharawadźa i Paśupataćarja) – filozof i logik hinduski z VII wieku ze szkoły njaja. Poglądy jego zawierają elementy teistyczne. W swoich dziełach ironicznie krytykował filozofów buddyjskich. Jego główne dzieło to Njajawarttika ("Uzupełniający komentarz do systemu njaji").